# Посёлок при 17 шлюзе ББК
Посёлок при 17 шлюзе ББК — населённый пункт в Беломорском городском поселении Беломорского района Республики Карелии России.

## Общие сведения
Расположен вблизи Беломорско-Балтийского канала.
В посёлке находится памятник истории — братская могила строителей Беломорско-Балтийского канала (1931—1933).

## Население
| 2002 | 2009 | 2010 | 2013 |
| ---- | ---- | ---- | ---- |
| 21   | ↗24  | ↘13  | ↘12  |